# Der Bergpfarrer
Der Bergpfarrer ist eine Fernsehserie des ZDF mit zwei Episoden, die dem Genre des Heimatfilms zuzuordnen ist. Sie entstand nach Motivvorlagen einer Heftromanserie mit dem gleichen Titel. Protagonist ist der fiktive Pfarrer Sebastian Reiter. Der erste der beiden Filme wurde am 19. Dezember 2004 erstmals ausgestrahlt. Regie führten Ulrich König beim ersten und Andi Niessner beim zweiten Film.

## Handlung
Der junge Pfarrer Sebastian Reiter lebt in dem fiktiven bayerischen Bergdorf St. Florian. Eines Tages steht seine Jugendliebe Katharina vor der Tür der Kirche und stellt ihm ihre zwölfjährige Tochter Lena vor, deren Vater er möglicherweise ist. Daraus ergeben sich einige Verwicklungen mit dem Bischof Weingärtner und mit Leonhard, dem Pfarrer der Nachbargemeinde.

## Heftromanserie
2001 startete die Serie Der Bergpfarrer: der gute Hirte von St. Johann im Hamburger Kelter Verlag. Geschrieben wird die Serie von Lothar Gräner (unter dem Pseudonym Toni Waidacher). In der Heftserie heißt der Protagonist Sebastian Trenker.
Mittlerweile sind aus der Serie fast 500 Romane erschienen. Die Zweitauflage, vor 2004 gestartet, erscheint gleichzeitig mit der Erstauflage und liegt etwa 100 Romane (ca. vier Jahre) zurück. Eine Taschenheftausgabe brachte es von 2006 bis 2008 auf 40 Ausgaben. Weitere Nachauflagen erschienen als Sammelband und laufen teils bis heute.
2005 und 2006 erschien jeweils ein Buch mit sechs Romanen in einem Band im Weltbild Verlag.